# Raketoplan Buran
Buran (rusko МТКК Буран) je bil prvi in tudi edini raketoplan, razvit v okviru istoimenskega sovjetskega vesoljskega programa, ki je opravil polet v orbiti. 
Buran je poletel novembra 1988 in sicer brez posadke. Dvakrat je obkrožil Zemljo in pristal s samodejnim pilotom. 